# Armee 61

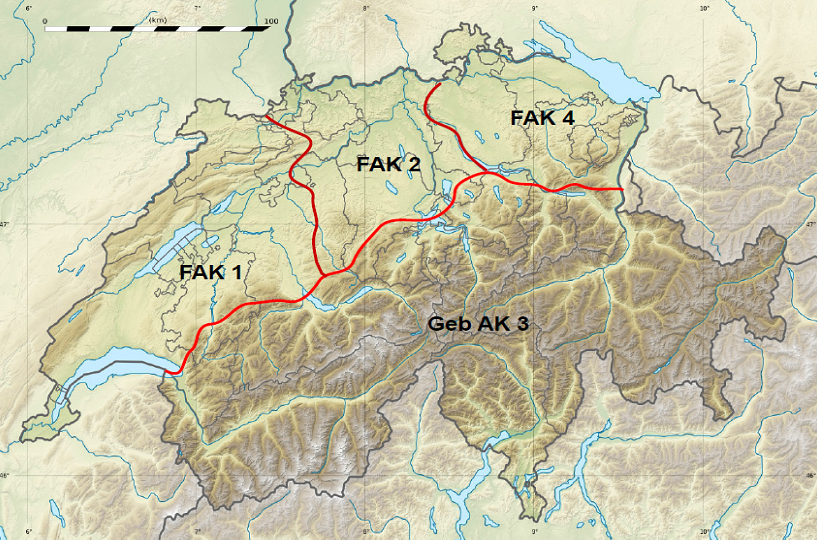
Räume der Armeekorps («Zeus» 1992)

Armee 61 ist der umgangssprachliche Ausdruck für die mit der Truppenordnung 1961 (TO 61) begonnene Modernisierung. Sie machte die Schweizer Armee zu einer starken Milizarmee und zur grössten Armee der Schweizer Geschichte. Sie löste die Truppenordnung 1951 (TO 51) ab, welche noch auf den Erfahrungen des Zweiten Weltkriegs beruhte, um auf die geänderte Bedrohungslage infolge des Kalten Krieges zu reagieren. Die Truppenordnung 61 blieb 30 Jahre in Kraft, wurde über 60 Mal revidiert und weiterentwickelt und am 1. Januar 1995 durch die Armee 95 abgelöst.

## Sicherheitspolitische Lage

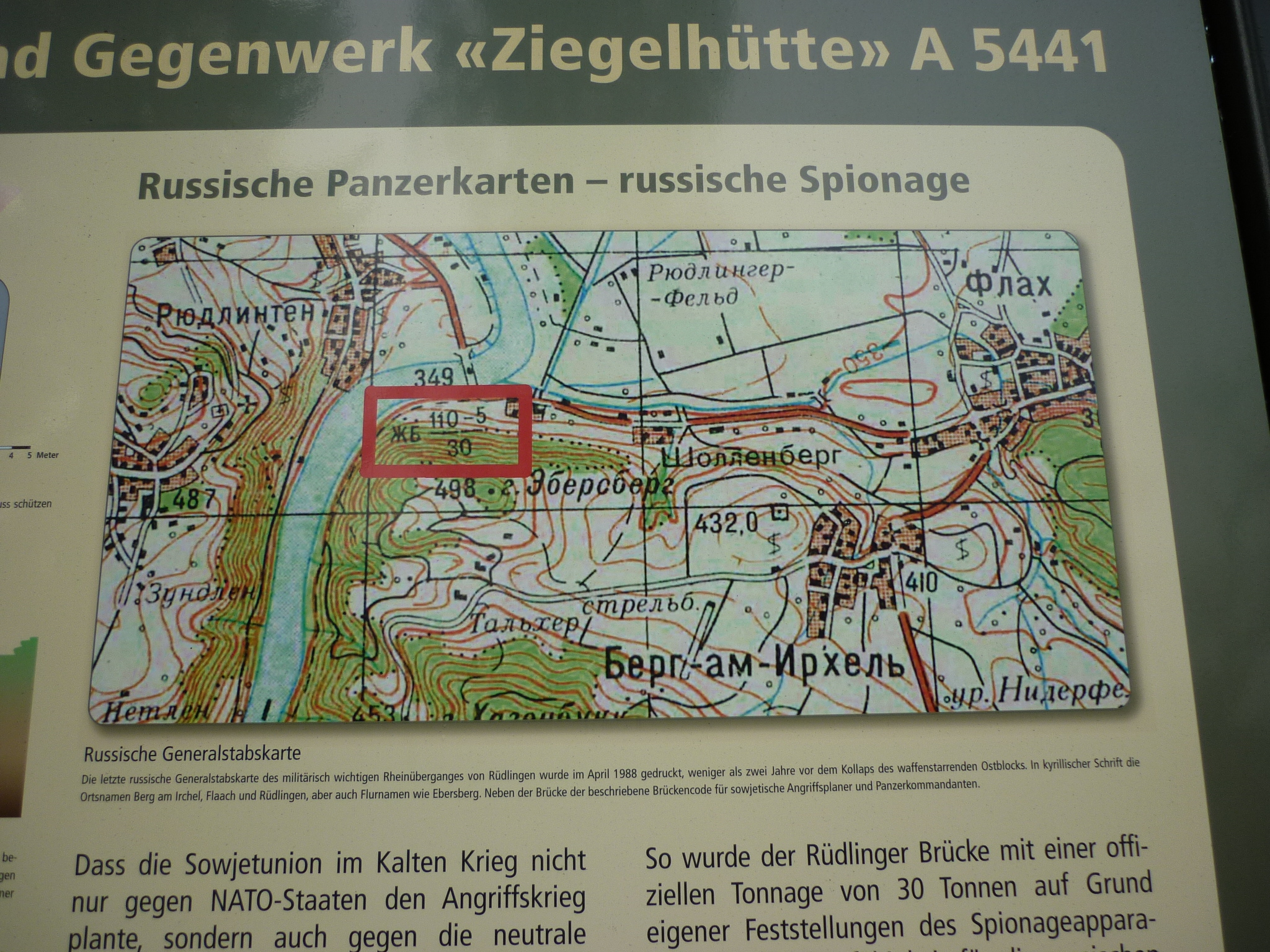
Infotafel: Sowjetische Generalstabskarte von 1988 mit Objektcharakteristik (im roten Rechteck) für die Brücke Rüdlingen (Baumaterial: ЖБ [= Железобетон / Stahlbeton], Brückenlänge: 110 m, Fahrbahnbreite: 5 m, Tragfähigkeit: 30 t) bei der Festung Ebersberg

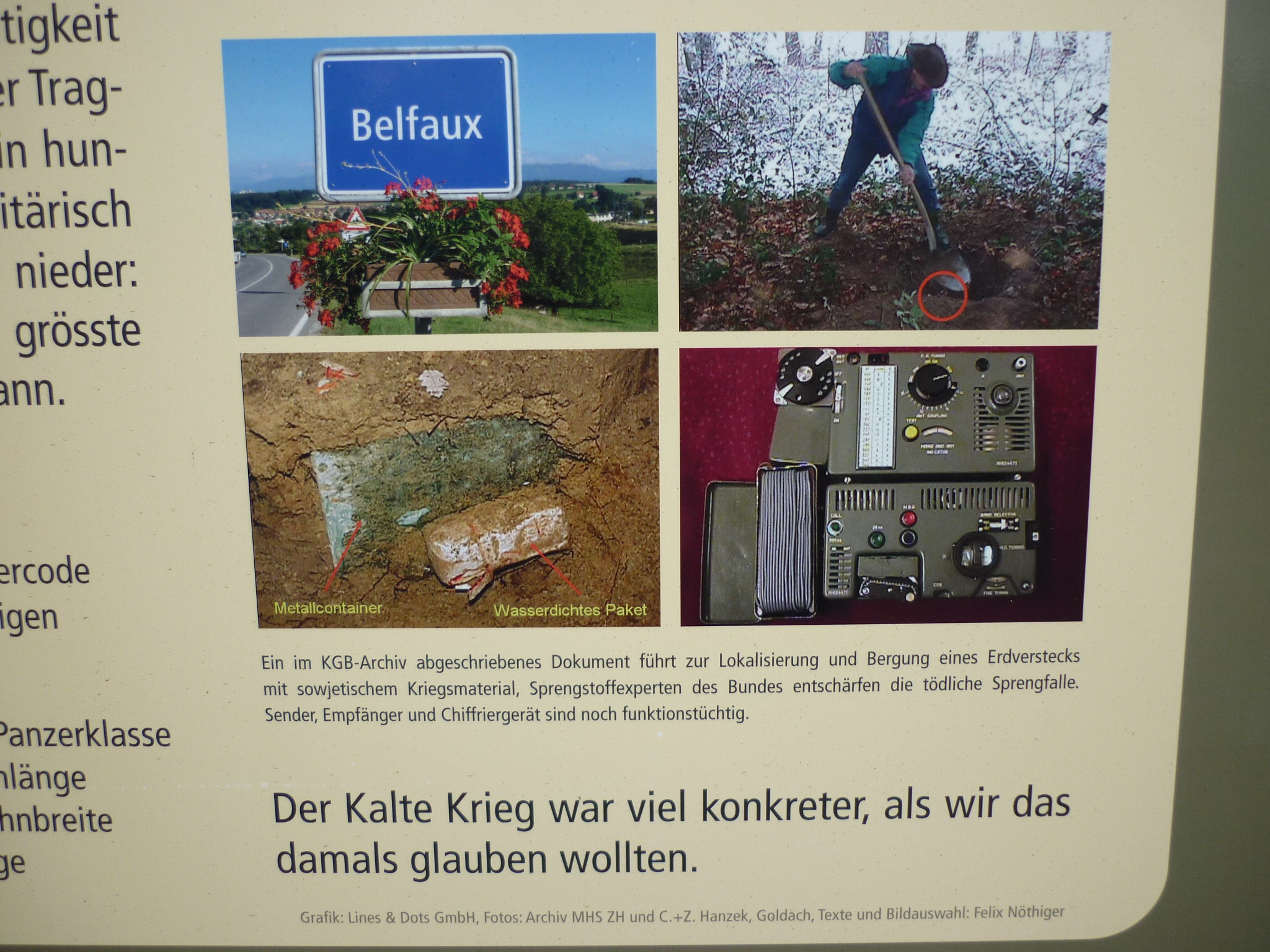
Schläferversteck im Kalten Krieg

Nach dem Zweiten Weltkrieg wurde die Hoffnung auf eine Friedensdividende, um die militärischen Anstrengungen herunterfahren zu können, bald zerschlagen.
Die Entstehungszeit der Armeekonzeption 1961 war geprägt vom Kalten Krieg zwischen den Militärbündnissen der NATO (1949) und dem Warschauer Pakt (1955–1991).
Der Eiserne Vorhang war eine Politik der Abgrenzung, die durch die amerikanischen Atombombenabwürfe auf Hiroshima und Nagasaki im August 1945 und nachdem die Sowjetunion 1949 selbst Kernwaffen entwickelte, zu einem Wettrüsten führte, auf dessen Höhepunkt die beiden Staaten rund 70.000 Atomsprengköpfe besassen. Dass Europa zu einem nuklearen Schlachtfeld werden könnte, war der breiten Bevölkerung in der Schweiz bewusst und es gab kaum Opposition gegen eine starke Armee, wie sie mit der Konzeption Armee 61 verwirklicht wurde.
Als Anzeichen für die Expansionspläne der Sowjetunion galten der Aufstand des 17. Juni 1953 in der DDR, der Ungarische Volksaufstand 1956, die Berliner Mauer (1961–1989) und der Prager Frühling 1968. Insbesondere während der Berlin-Blockade (1948–49) drohte der kalte Krieg in einen heissen umzuschlagen. Mit dem Moskauer Memorandum von 1955 erklärte sich Österreich zur militärisch neutralen Zone, wodurch das Szenario eines möglichen sowjetischen Vormarsches von der Tschechoslowakei und Ungarn durch den neutralen Korridor bis an die Schweizer Grenze auftauchte. Wie der Bundesrat die zunehmende Gefahr beurteilte, kam im Zivilverteidigungsbuch zum Ausdruck, das er 1969 an alle Haushaltungen der Schweiz verteilen liess.
Bis zur Ablösung der Truppenordnung 61 im Jahr 1991 kam es laufend zu neuen Bedrohungsbildern, die zu einer ständigen Anpassung und Weiterentwicklung der Armee 61 führten. Die Kolonialkriege wurden mit dem Indochinakrieg (1946–1954), Koreakrieg (1950–1953), Vietnamkrieg (1955–1975), Afghanistankrieg (seit 1978) usw. fortgesetzt. Mit den modernen Kriegswaffen nahmen die Kriegsopfer unter der Zivilbevölkerung dramatisch zu. 1962 führte die Stationierung sowjetischer Raketen auf Kuba zur Kubakrise und an den Rand eines Dritten Weltkriegs. Die internationalen Verflechtungen mit der zunehmenden, vor allem wirtschaftlichen Globalisierung führte zu Ungleichgewichten, Wirtschaftskriegen um Ressourcen (Öl, Gas, Uran).

## Sicherheitspolitische Gesamtkonzeption
Die Armee 61 war ein Konzept der militärischen Landesverteidigung, das erstmals in eine Gesamtstrategie schweizerischer Sicherheitspolitik eingebettet war. Gemäss der am 27. Juni 1973 erlassenen Konzeption trug der Bundesrat die Verantwortung für die Gesamtverteidigung (Armee, Kriegsvorsorge und Kriegswirtschaft, Zivilschutz). Die Armee 61 war eine typisch schweizerische Konzeption, die auf dem Kampf aus Festungen, den drei Heeresklassen (Auszug, Landwehr, Landsturm) und den ortsfesten Truppen mit ihrer Verwurzelung in der Bevölkerung basierte. Sie baute auf die Milizarmee mit ihrem Erfahrungspool von militärischen und zivilen Kenntnissen und Erfahrungen und ihrer Flexibilität in Zeiten realer Bedrohung aus dem Volk rasch mobilisiert werden zu können. Die Dienstzeit betrug 49 Wochen, zusammen mit den ausserdienstlichen Pflichten (Inspektion, Schiesspflicht) ein Jahr. Die Tauglichkeitsrate bei der Rekrutierung lag jährlich über 85 %. Die Allgemeine Wehr-, die lange Dienstpflicht und die vertrauten militärischen Strukturen waren eine wesentliche Voraussetzung für das Funktionieren der Milizarmee: Die gut geschulten Bürgersoldaten mit ihrer beruflichen Vielfalt als Politiker, Unternehmer, Arbeiter, Handwerker, Lehrer und Familienväter waren im Volk breit verankert.
Die zunehmende Mechanisierung der Armeen in Europa führte zum politischen Auftrag, die Schweizer Armee auf das neue Bedrohungsbild auszurichten. Allen Seiten war klar, dass die Armee vor allem beweglicher gestaltet werden sollte. In der Planung bildeten sich zwei Lösungsansätze heraus:
1. Starke Verteidigungsstellungen im Alpenraum mit weiterem Ausbau des Reduits. Ausbau der Festungswerke entlang des Schweizer Juras. Aufbau von Grenzbrigaden zur Verlangsamung eines eindringenden Gegners. Mechanisierte Verbände sollten aus starken Verteidigungsstellungen heraus, den durch die Grenzbrigaden abgenutzten und gebremsten Gegner, im Mittelland in die Flanken fallen und vernichten.
2. Aufbau von Grenzbrigaden zu Verlangsamung eines eindringenden Gegners und Ermöglichen der Mobilmachung. Das gesamte Mittelland wird mit drei stark mechanisierten Armeekorps in gestaffelten Verteidigungsstellungen verteidigt. Ein Armeekorps nützt den Gegner ab, das zweite stoppt ihn und das dritte – falls nicht schon geschehen – vernichtet ihn. Die Alpentransitachsen werden durch starke Gebirgsinfanterie- und Festungverbände (inklusive Festungsartillerie)[7] geschützt.

In der Lösung wurde ein Kompromiss aus beiden Varianten gefunden: Grenzbrigaden schützen den Grenzraum, im Mittelland operieren drei Feldarmeekorps, der Alpenraum wird von einem Gebirgsarmeekorps unterstützt von Festungsbrigaden im ausgebauten Reduit verteidigt. Somit gab es erstmals in der Schweizer Armeegeschichte zwei grundsätzliche verschiedene Strategien, die gleichzeitig umgesetzt wurden. Die Umsetzung erfolgte von 1961 bis 1969 und wurde mit endgültigen Einführung der Truppenführung 69 abgeschlossen. Damit wurde die lineare Truppenführung der Armee 51 durch das Konzept der Abwehr ersetzt. Es wurde nicht mehr eine Linie verteidigt, sondern in einem Abwehrraum gleichzeitig verteidigt und angegriffen.

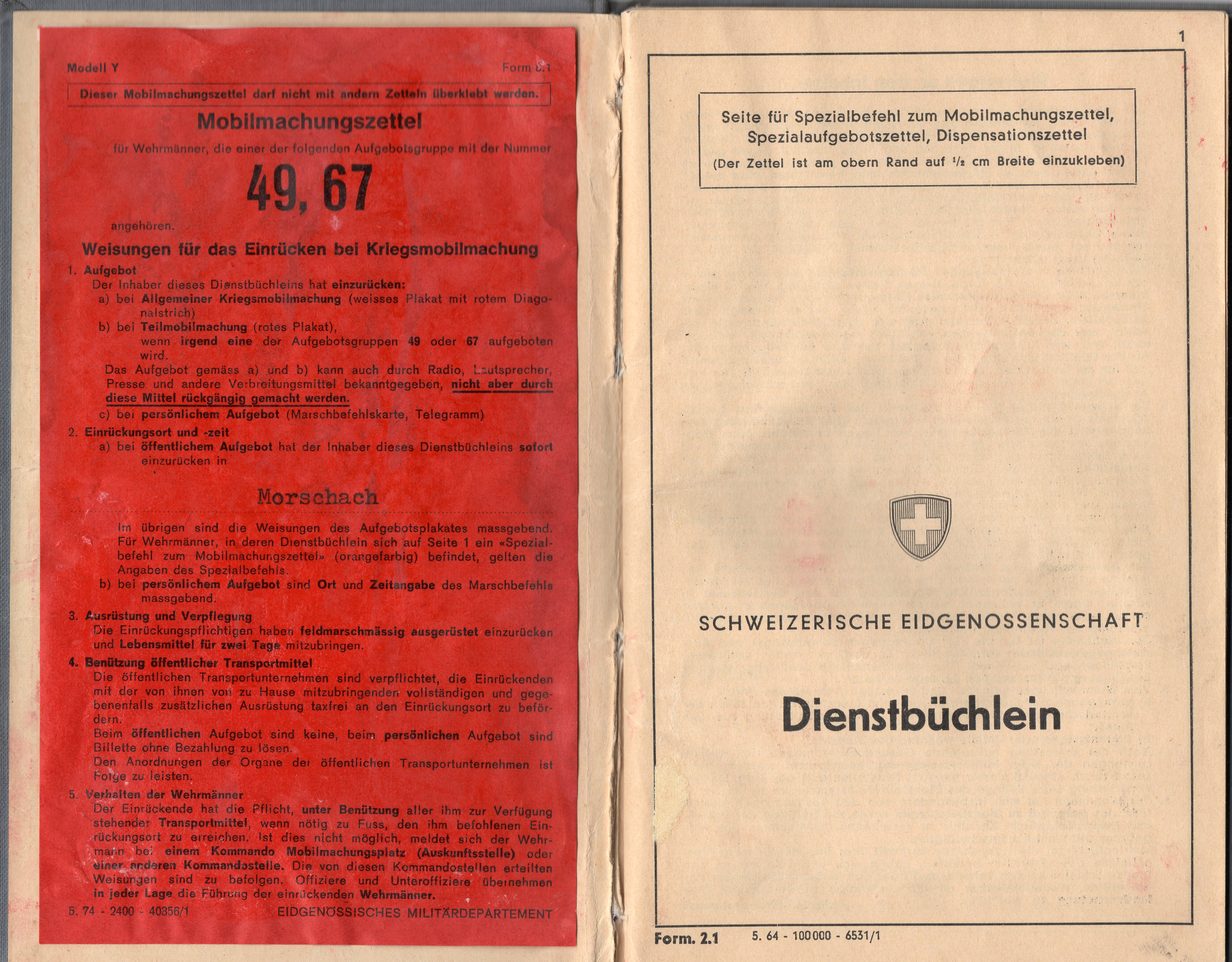
Dienstbüchlein mit Mobilmachungszettel für das Einrücken bei Kriegsmobilmachung

Die neue Gefahr strategischer Überfälle auf die zentralen Nervensysteme (Flugplätze, Wirtschaftszentren, Kommunikationssysteme, Verkehrs- und Stromnetze, Staudämme usw.) eines Staates brachte die Entwicklung neuer weitreichender Waffentechnologien (Raketen, Marschflugkörper usw.) oder terroristische Anschläge (1970: Swissair-Flug 330). Dieser Gefahr wurde mit einer neuen Führungsstruktur (unterirdische Führungsanlagen, institutionalisierte Führungsgremien) und einem neuen, gestaffelten Mobilmachungssystem (ständige Präsenz von WK-Truppen (Bereitschaftstruppen), Flughafenregimenter, Mobilisierung der Armee von 625.000 Angehörigen innert höchstens 48 Stunden) begegnet. Auf der ersten Seite im Dienstbüchlein jedes Soldaten klebte ein Mobilmachungszettel mit Weisungen für das Einrücken bei Kriegsmobilmachung, wo Einrückungsort und -zeit sowie die notwendigen Mobilmachungsinformationen angegeben waren.
Die Militärausgaben (1970: 2 Milliarden Franken, 1980: 3,6 Mia., 1990: 6 Mia. = 1,5 % vom BIP, Total 1960–1990: 54 Mia) für die kostengünstige Milizarmee behinderten andere Staatsaufgaben nicht. Neben der Armee 61 konnten der Zivilschutz, das Sozialsystem, die Verkehrsinfrastruktur und das Bildungswesen in einmaliger Weise ausgebaut werden.

## Operative Planung und Grunddispositiv «Zeus»
General Guisan hatte im Abschlussbericht von 1945 an die Bundesversammlung auf den Mangel an vorbereiteten Operationsplänen hingewiesen. Aufgrund des Berichts des Bundesrates zur Konzeption der militärischen Landesverteidigung vom 6. Juni 1966 begann die Schweizer Armeeführung erstmals mittels einer rollenden operativen Planung grundlegende Einsatzpläne der Armee im Voraus zu erstellen. Die mit den Armeeleitbildern der 1980er- und 1990er-Jahre gestärkte Kampfkraft der Armee (Leopard-Panzer, Panzerabwehrlenkwaffe Dragon, Panzerjäger TOW Piranha, 12 cm Minenwerfer, Panzerhaubitzen, Fliegerabwehrlenkwaffe Rapier, modernisierte Tiger und F/A-18 Flugzeuge) mit grösseren Schussdistanzen erforderten neue Einsatzplanungen.
Ausgehend vom weitgehend fixen Mobilmachungsdispositiv wurde per 1992 als Kampfdispositiv das Grunddispositiv «Zeus» entwickelt, das rasch aus dem Mobilmachungsdispositiv bezogen werden konnte. Der Vorteil von «Zeus» war, dass die Miliztruppe Land, Leute und Kampfinfrastruktur kannte und den Abwehrkampf in diesen Räumen regelmässig in den Wiederholungskursen dynamisch übte.

## Wichtigste Änderungen gegenüber der Armee 51
Die Armee 61 wurde im Rahmen der sicherheitspolitischen Gesamtkonzeption ausgebaut und neu gegliedert, um eine starke, schnell einsatzbereite Armee zu schaffen:
- Schaffung eines Gebirgsarmeekorps mit 3 Divisionen
- Aufstellung je einer mechanisierten Division in den drei Feldarmeekorps
- Aufstellung einer Panzerjägerabteilung und eines Aufklärungsbataillons in jeder Infanteriedivision
- Aufstellung eines zusätzlichen Artillerieregimentes in jeder Infanteriedivision
- Auflösung der Dragoner-Abteilungen (1968) und Reduktion der Kavallerie auf ein Dragonerregiment je Feldarmeekorps und 18 Schwadronen mit rund 3.462 Mann. 1972 entschied sich das Parlament trotz einer mit 432.430 Unterschriften versehenen Petition für die Abschaffung der Kavallerie.
- Generell verstärkte Motorisierung
- Neuordnung der Heeresklassen und Umfang der Wehrpflicht: Auszug 20.–32., Landwehr 33.–42., Landsturm 43.–50. Altersjahr[9][10]

## Bestand und Ausrüstung
Zur Umsetzung der geplanten Kampfkraftsteigerung wurde die Truppenstärke erhöht, moderne Waffentechnik beschafft und die Infrastruktur ausgebaut (die Zahlen beziehen sich auf 1988). Die Rüstungsgüter wurden, wenn immer möglich, in der Schweiz entwickelt und hergestellt. Neben strategischen Gründen (Unabhängigkeit, Dezentralisation) diente dies der Wirtschaftsförderung (Lizenzherstellung, Know How-Transfer, Gegengeschäfte) inklusive wirtschaftlich schwachen Regionen und Kleinbetrieben: So stellten Sattler und Schumacher aus der ganzen Schweiz die Militärrucksäcke beziehungsweise Militärschuhe her. Insbesondere bei Rüstungsgütern aus dem Ausland wurden grosse Ersatzteillager angelegt.

### Waffen

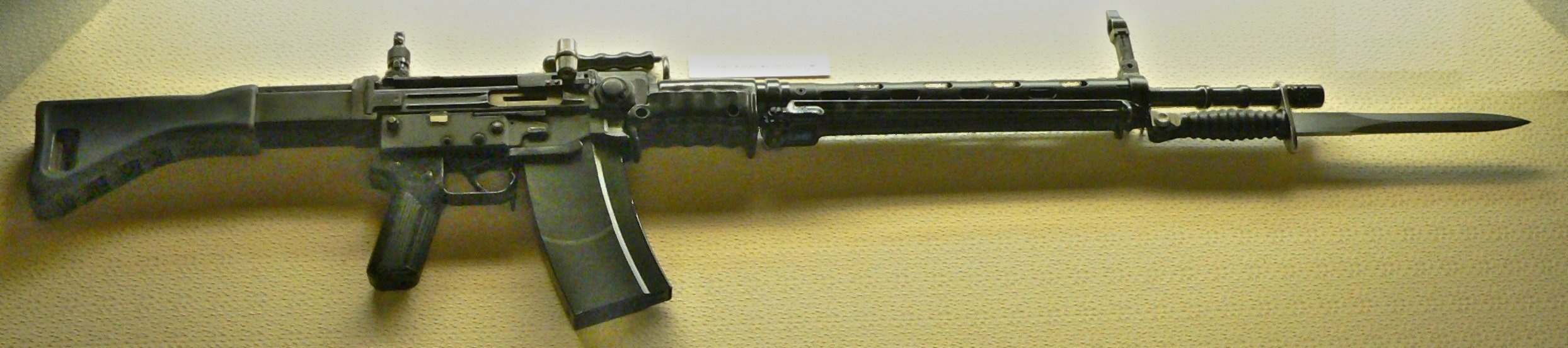
Sturmgewehr 57 (SIG)

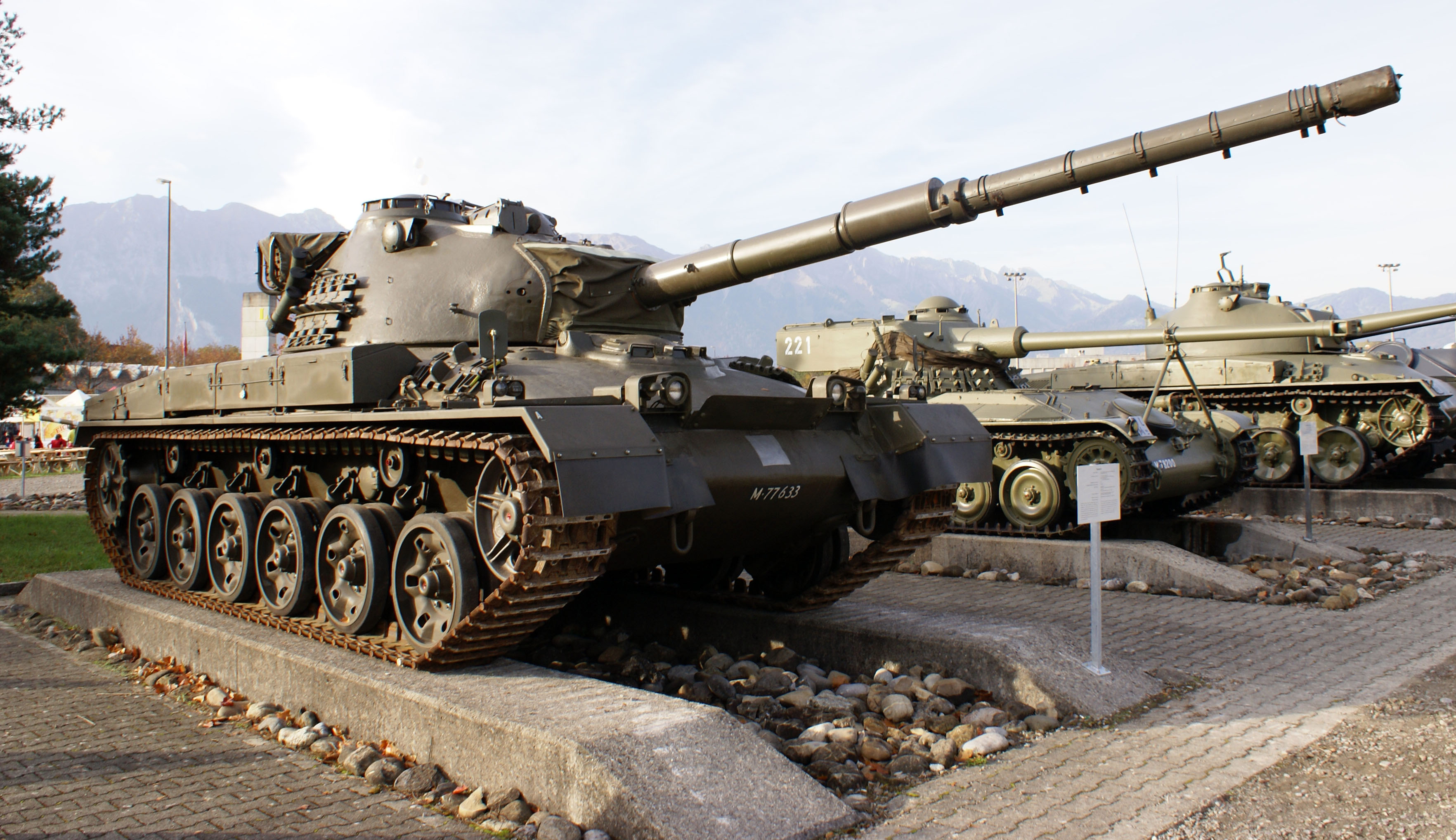
Panzer 61 (K+W)

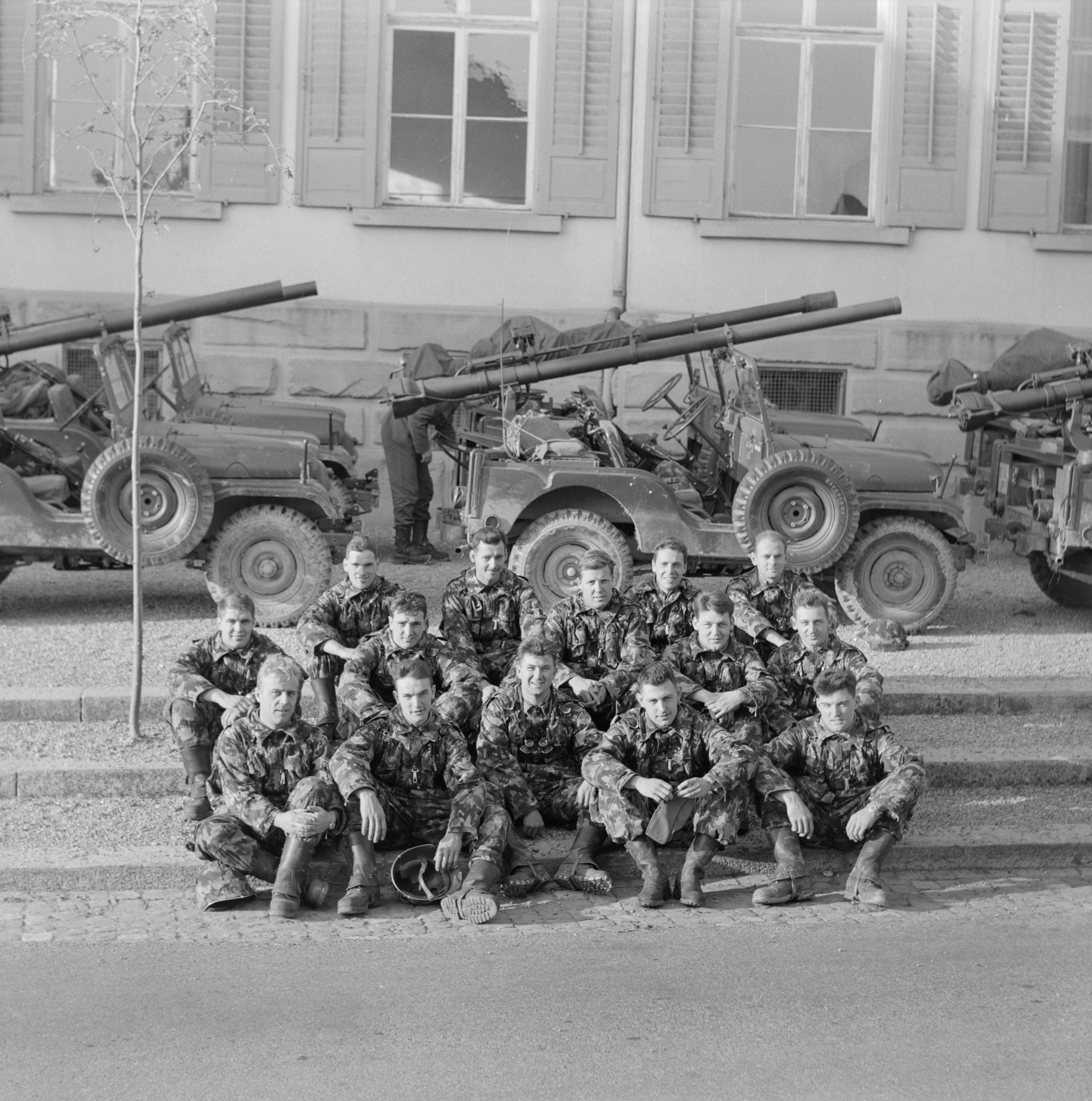
10,6 cm rückstossfreie Pak 58

- 625'000 Angehörige der Armee (1962 880'000), ausgerüstet mit Sturmgewehr 57 oder Pistole 49/75
- 7000 Maschinengewehre 51 (7,5 mm)
- 20'000 Raketenrohre 80
- 1300 Panzerabwehrkanonen 57 (9 cm) und Panzerabwehrkanonen 58 (10,6 cm)
- 2700 Zielgeräte für Panzerabwehrlenkwaffen BANTAM und DRAGON Panzerabwehrlenkwaffe BB77
- 3000 Minenwerfer 33/72 (8,1 cm) und 74 (12 cm)
- 900 gezogene Artilleriegeschütze Hb 42/46 L22 (Haubitze, 10,5 cm) und Sch Kan 35 L42 (Kanone, 10,5 cm)
- 540 Panzerhaubitzen 66/74 L39 (M109, 15,5 cm)[11]
- 840 Panzer Centurion, Panzer 61, Panzer 68 und Panzer 87
- 1300 Schützenpanzer 63/73 (M113)
- 1900 Fliegerabwehrkanonen 54 (20 mm) und Fliegerabwehrkanonen 63/75 (35 mm)
- 60 Feuerleiteinheiten Fliegerabwehr-Lenkwaffe BL-80 RAPIER
- 6 Stellungen mit Boden-Luft Lenkwaffenfeuereinheiten BL-64 Bloodhound

### Flugzeuge

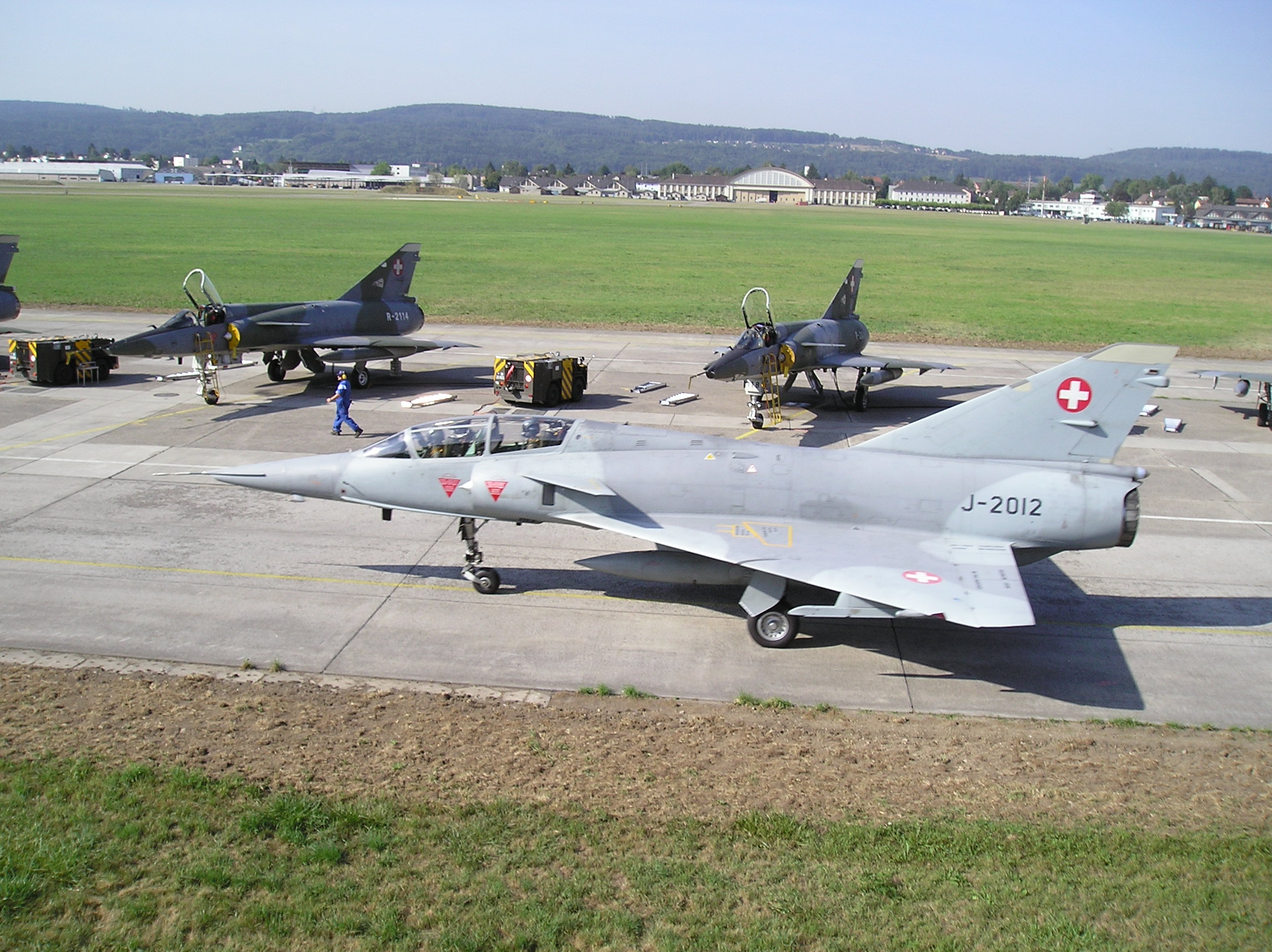
Mirage-Kampfflugzeug

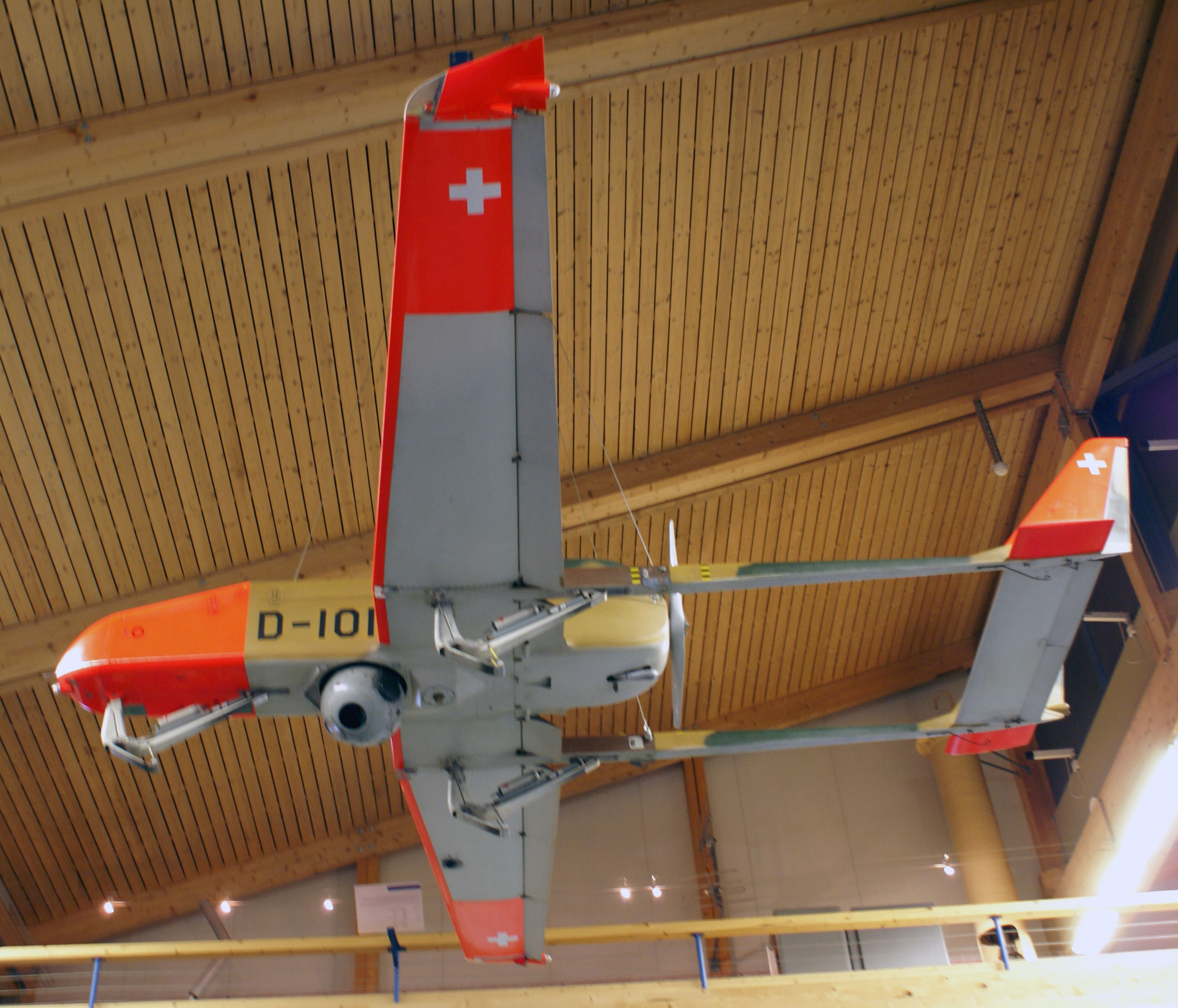
Drohne RUAG ADS-90 Ranger

- 134 Erdkampfflugzeuge Hunter Mark 58 (Hawker Hunter)
- 104 Raumschutzjäger Tiger II (Northrop F-5)
- 30 Abfangjäger Mirage III S (Dassault Mirage III)
- 18 Aufklärungsflugzeuge Mirage III RS
- 96 Helikopter Alouette II und III
- 3 Transporthelikopter Super Puma
- 18 Transportflugzeuge Pilatus Turbo Porter
- 200 Trainingsflugzeuge Beechcraft Bonanza, Pilatus P-3, Pilatus PC-7, Vampire, Mirage III BS, Dornier Do 27
- RUAG Ranger, Drohne ADS-90

### Militärflugplätze
Aktuelle und heute ausgemusterte Militärflugplätze (* ehemalige Reduitflugplätze):
- Alpnach*
- Ambri
- Bern-Belp
- Buochs*
- Dübendorf
- Emmen
- Frutigen*
- Interlaken*
- Kägiswil*
- Locarno
- Lodrino
- Meiringen*
- Mollis*
- Münster VS*
- Payerne
- Reichenbach im Kandertal*
- Raron*
- Saanen*
- Samedan
- San Vittore GR
- Sion*
- St. Stephan*
- Thun[13]
- Turtmann*
- Ulrichen*
- Zweisimmen*

### Infrastruktur

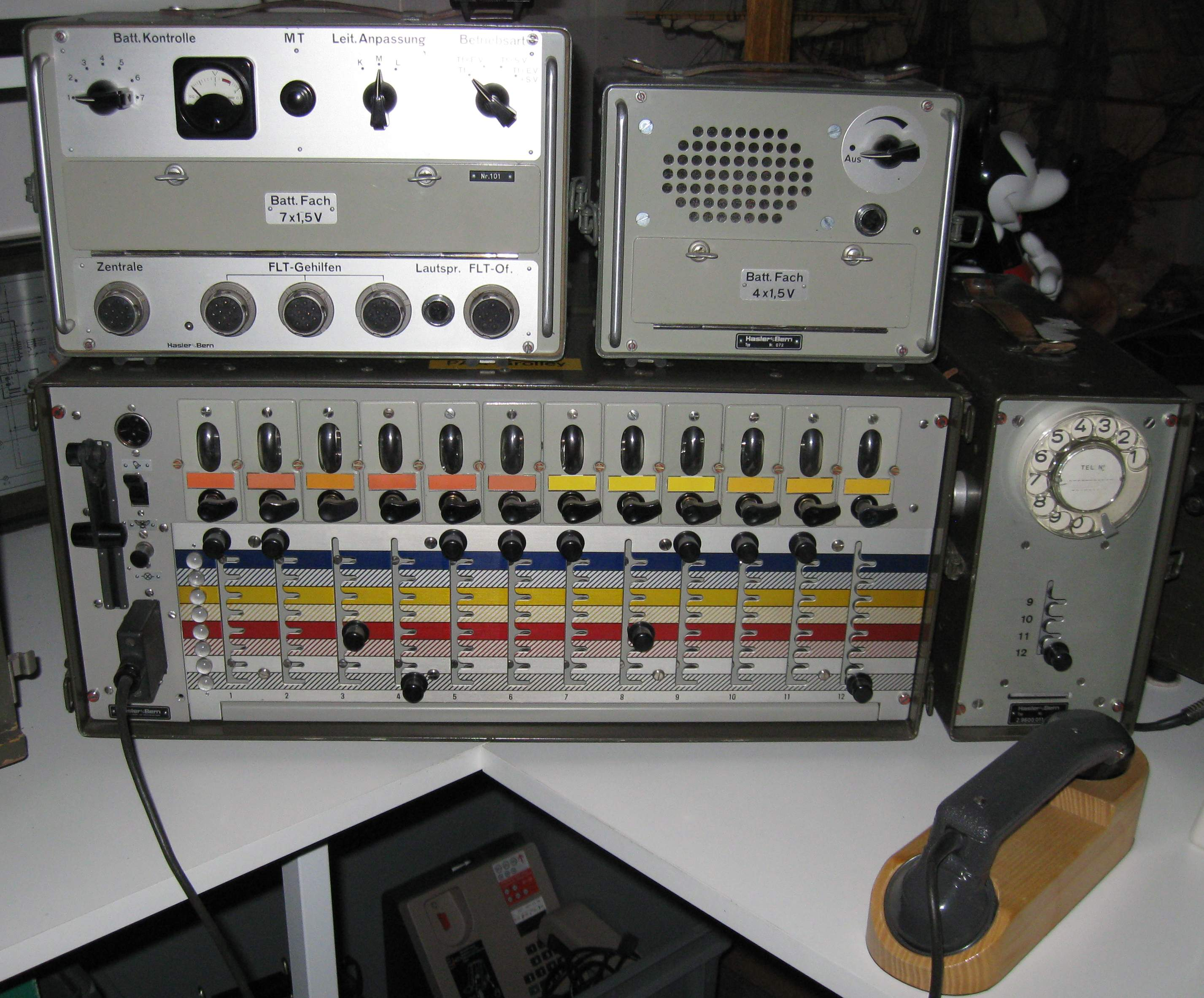
Feldtelefonzentrale 1957 (Hasler AG)

- 2'000 permanente Sprengobjekte (SprO)
- 4'000 permanente Panzerhindernisse
- 80 km unterirdische Munitionskavernen
- 600 unterirdische Versorgungsanlagen mit 650'000 to Versorgungsgütern
- 16'000 vorbereitete Stellungen und Bunker, geschützte Unterkünfte, Unterstände und Kommandoposten, davon 7'800 Atomschutzunterstände (ASU)
- Militärspitäler mit 25'000 Betten
- ein Dutzend Kriegsflugplätze
- 2'700 Gebäude für Kriegsmobilmachungsmaterial
- Zivilschutz: Schutzplätze für die Zivilbevölkerung und Notspitäler (Konzeption 71: jedem Einwohner einen Schutzplatz)
- ABC-Labor Spiez: Fachinstitut für den Schutz vor atomaren, biologischen und chemischen (ABC) Bedrohungen und Gefahren.[14]
- Kriegswirtschaft: Pflichtlager an Nahrungsmitteln und Rohstoffen
- Florida (Luftraumüberwachungssystem)
- System FLINTE: elektronisches Führungsinformationssystem der Luftwaffe[15]
- Feld-Telefonzentrale 1957
- Feldtelefon 50
- Funksysteme
- Militärseilbahnen
- Nachschubbasis Giswil

## Gliederung

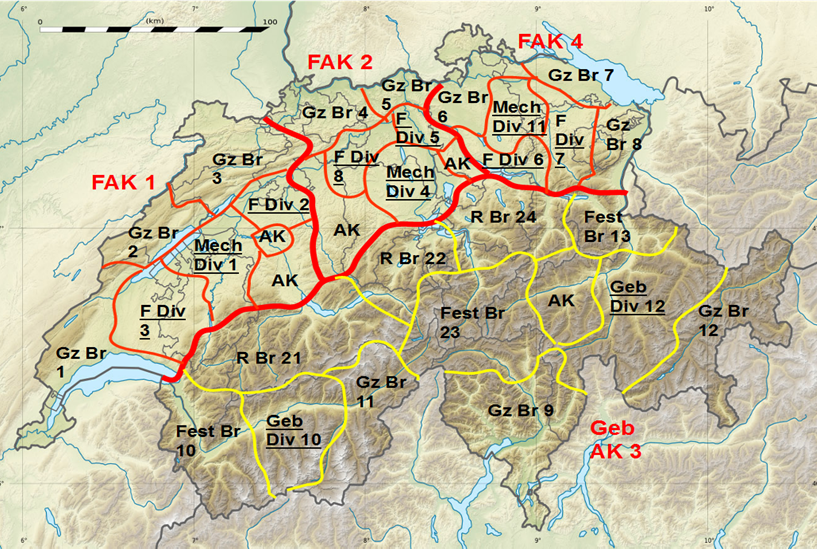
Divisions- und Brigaderäume («Zeus» 1992)

### Heereseinheiten
- Feldarmeekorps 1 (FAK 1)
  - Felddivision 2 (F Div 2)
  - Felddivision 3 (F Div 3)
  - Mechanisierte Division 1 (Mech Div 1)
  - Territorialzone 1 (Ter Zo 1)
  - Grenzbrigade 1 (Gz Br 1)
  - Grenzbrigade 2 (Gz Br 2)
  - Grenzbrigade 3 (Gz Br 3)
- Feldarmeekorps 2 (FAK 2)
  - Felddivision 5 (F Div 5)
  - Felddivision 8 (F Div 8)
  - Mechanisierte Division 4 (Mech Div 4), 1962–1994
  - Territorialzone 2 (Ter Zo 2)
  - Grenzbrigade 4 (Gz Br 4), 1938–1994
  - Grenzbrigade 5 (Gz Br 5)
- Gebirgsarmeekorps 3 (Geb AK 3)
  - Gebirgsdivision 9 (Geb Div 9: Fest Br 23 + Gz Br 9)
  - Gebirgsdivision 10 (Geb Div 10)
  - Gebirgsdivision 12 (Geb Div 12)
  - Territorialzone 9 (Ter Zo 9)
  - Territorialzone 10 (Ter Zo 10, nur Brigadengrösse)
  - Territorialzone 12 (Ter Zo 12, nur Brigadengrösse)
  - Grenzbrigade 9 (Gz Br 9)
  - Grenzbrigade 11 (Gz Br 11)
  - Grenzbrigade 12 (Gz Br 12)
  - Festungsbrigade 10 (Fest Br 10)
  - Festungsbrigade 13 (Fest Br 13)
  - Festungsbrigade 23 (Fest Br 23)
  - Reduitbrigade 21 (R Br 21)
  - Reduitbrigade 22 (R Br 22)
  - Reduitbrigade 24 (R Br 24)
- Feldarmeekorps 4 (FAK 4)
  - Felddivision 6 (F Div 6)
  - Felddivision 7 (F Div 7)
  - Mechanisierte Division 11 (Mech Div 11)
  - Territorialzone 4 (Ter Zo 4)
  - Grenzbrigade 6 (Gz Br 6)
  - Grenzbrigade 7 (Gz Br 7)
  - Grenzbrigade 8 (Gz Br 8)
- Flieger- und Fliegerabwehrtruppen (FF Trp)
  - Alarmformationen
  - Motorbootkompanie
  - Brieftaubendienst
  - Seilbahndienst
  - Versorgungstruppen

### Verwaltungseinheiten
- Gruppe für Generalstabsdienste
  - Untergruppe Front
  - Untergruppe Nachrichtendienst und Abwehr
  - Untergruppe Logistik
  - Untergruppe Planung
  - Operative Schulung
    - Kommando Generalstabskurse

  - Bundesamt für Genie und Festungen
  - Bundesamt für Übermittlungstruppen
  - Bundesamt für Sanität
  - Veterinärsdienst der Armee
  - Oberkriegskommissariat
  - Bundesamt für Transporttruppen
  - Bundesamt für Luftschutztruppen
  - Kriegsmaterialverwaltung
- Gruppe für Ausbildung
  - Untergruppe Ausbildung
  - Zentralschulen
  - Militärschulen an der ETHZ
  - Bundesamt für Infanterie
  - Bundesamt für Mechanisierte und Leichte Truppen
  - Bundesamt für Artillerie
  - Bundesamt für Adjutantur
  - Truppeninformationsdienst
  - Militärischer Frauendienst
  - Fürsorgechef der Armee
- Gruppe für Rüstungsdienste
  - Zentrale Dienste
  - Rüstungsamt 1
  - Rüstungsamt 2
  - Rüstungsamt 3
  - Bundesamt für Rüstungsbetriebe
  - Direktion der eidgenössischen Militärverwaltung
  - Bundesamt für Landestopografie
  - Oberfeldkommissariat
- Kommando der Flieger- und Fliegerabwehrtruppen
  - Führung und Einsatz
  - Bundesamt für Militärflugwesen und Fliegerabwehr
  - Bundesamt für Militärflugplätze
- Oberauditor
- Zentralstelle für Gesamtverteidigung

## Ausbildung
Zusätzlich zur bestehenden Ausbildung wurde vermehrt auf das richtige Verhalten bei Einsatz von atomaren Kampfmitteln und der Kampf in überbautem Gebiet geübt. Als gesellschaftspolitisches Kuriosum ist noch zu erwähnen, dass im Jahr 1961 die Möglichkeit abgeschafft wurde, als Motorfahrzeugführer den Führerausweis in der Rekrutenschule zu machen, es gab genügend zivil ausgebildete Fahrzeuglenker.
Mit dem Jahr 1963 begann die Umschulung vom Karabiner auf das Sturmgewehr 57. Mit der Integration von mechanisierten Divisionen in den Feldarmeekorps wurde die Zusammenarbeit zwischen Infanterie und mechanisierten Verbänden ab 1964 geschult.
Die nächste grosse Änderung in den Ausbildungschwerpunkten kam 1970, als arabische Terroristen neben anderen eine Swissair-Passagiermaschine entführten und eine El-Al-Maschine in Kloten beschossen. Auf Wunsch der Kantonsregierungen von Zürich und Genf wurden je ein Bataillon im Rahmen der normalen Dienstleistung zur Verfügung gestellt. Die Zusammenarbeit mit den kantonalen Polizeikräften erforderte vor allem auf Stabsebene eine völlig neue Zusammenarbeit und entsprechende Ausbildung der Kader. Dieser Ordnungsdienst wurde als Aktivdienst – der erste ab Ende des Zweiten Weltkriegs – geleistet.
Das Ausbildungsregime musste erneut 1973 geändert werden, als wegen der Ölkrise die Treibstoffzuteilung aller Verbände um bis zu 30 % gekürzt wurden.

## Militärmuseum
Das Militärmuseum Wildegg zeigt in seiner Sammlung einen Querschnitt durch die Schweizer Armee von 1945 bis 2000.